# ダサラス・ランガシャラ・スタジアム
ダサラス・ランガシャラ・スタジアム（ネパール語: दशरथ रङ्गशाला、英: Dasarath Rangasala Stadium）は、ネパールの首都カトマンズにある国内最大の多目的スタジアムであり、ネパールの国立競技場である。

## 概要
ランガシャラとはネパール語で展覧場を意味する。1956年に設立された。収容人数は25,000人。主にサッカーの試合に用いられる。現在、マーティアズメモリアルAディヴィジョンリーグのネパール・アーミー・クラブ、マナン・マーシャンディ・クラブ、ニュー・ロード・チームがホームスタジアムとして使用している他、サッカーネパール代表がホームスタジアムとして使用している。
1999年には、南アジア競技大会のメイン会場となった。また、2005年にはAFCプレジデンツカップの、2012年にはAFCチャレンジカップの会場となった。